# Nikita Misjoelja

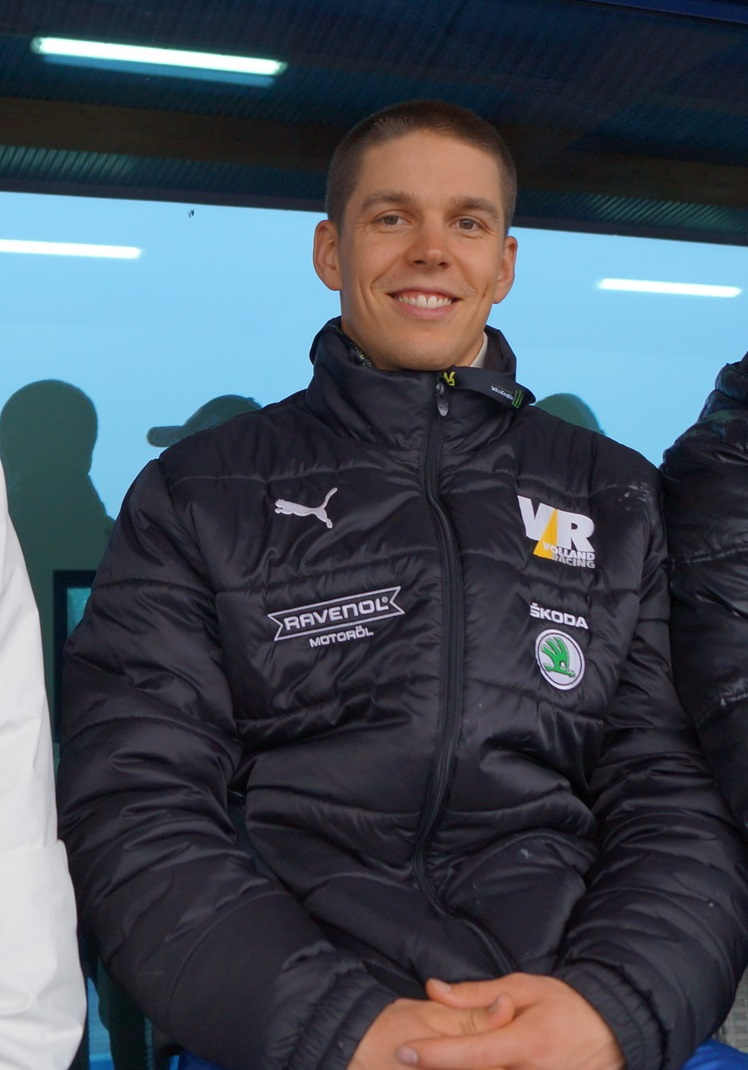
Nikita Misjoelja

Nikita Pavlovitsj Misjoelja (Russisch: Никита Павлович Мисюля) (Samara, 23 april 1990) is een Russisch autocoureur.

## Carrière
Misjoelja is oorspronkelijk geen autocoureur. Tussen 2007 en 2012 was hij mountainbiker en was hij lid van het nationale team van Rusland. In 2013 reed hij voor het eerst een race in de autosport in de Russische Lada Granta Cup. Hij won meteen de titel door meer ervaren rijders te verslaan.
In 2014 heeft Misjoelja zich ingeschreven voor het Europese rallycross-kampioenschap, waar hij in de Super 1600-klasse uitkomt met een Škoda Fabia. Tevens mocht hij in 2014 starten in het World Touring Car Championship-raceweekend op de Moscow Raceway voor Campos Racing in een Seat León als prijs voor zijn overwinning in de Lada Granta Cup. In de eerste race wist hij niet aan de finish te komen na een crash, maar in de tweede race herstelde hij zich en kwam als zestiende over de finish.